# Karaté aux Jeux européens de 2023
Navigation
Édition précédente
Les épreuves de karaté aux Jeux européens de 2023 se déroulent  à la Bielsko-Biała Arena, en Pologne. Les douze épreuves au programme sont disputées les 22 et 23 juin 2023. Il s'agit de deux épreuves de kata et de dix de kumite.
Huit athlètes sont sélectionnés pour chaque catégorie : les trois premiers des 58e championnats d'Europe en 2023, des trois meilleurs au classement européen établi au 28 mars ainsi qu’une place pour le pays hôte et une invitation.

## Médaillés

### Hommes
| Épreuve | Or                      | Argent                        | Bronze                 |
| ------- | ----------------------- | ----------------------------- | ---------------------- |
| 60 kg   | Eray Şamdan (TUR)       | Christos-Stefanos Xenos (GRE) | Angelo Crescenzo (ITA) |
| 60 kg   | Eray Şamdan (TUR)       | Christos-Stefanos Xenos (GRE) | Nikita Filipov (UKR)   |
| 67 kg   | Tural Aghalarzade (AZE) | Dionysios Xenos (GRE)         | Ştefan Comănescu (ROU) |
| 67 kg   | Tural Aghalarzade (AZE) | Dionysios Xenos (GRE)         | Miłosz Sabiecki (POL)  |
| 75 kg   | Andrii Zaplitnyi (UKR)  | Daniele De Vivo (ITA)         | Erman Eltemur (TUR)    |
| 75 kg   | Andrii Zaplitnyi (UKR)  | Daniele De Vivo (ITA)         | Quentin Mahauden (BEL) |
| 84 kg   | Alvin Karaqi (ALB)      | Brian Timmermans (NED)        | Michał Bąbos (POL)     |
| 84 kg   | Alvin Karaqi (ALB)      | Brian Timmermans (NED)        | Michele Martina (ITA)  |
| +84 kg  | Anđelo Kvesić (CRO)     | Non attribuée                 | Asiman Gurbanli (AZE)  |
| +84 kg  | Anđelo Kvesić (CRO)     | Non attribuée                 | Gogita Arkania (GEO)   |
| Kata    | Damián Quintero (ESP)   | Ali Sofuoğlu (TUR)            | Yuki Ujihara (SUI)     |
| Kata    | Damián Quintero (ESP)   | Ali Sofuoğlu (TUR)            | Mattia Busato (ITA)    |

### Femmes
| Épreuve | Or                       | Argent                 | Bronze                       |
| ------- | ------------------------ | ---------------------- | ---------------------------- |
| 50 kg   | Bettina Plank (AUT)      | Erminia Perfetto (ITA) | Irene Kontou (CYP)           |
| 50 kg   | Bettina Plank (AUT)      | Erminia Perfetto (ITA) | Serap Özçelik (TUR)          |
| 55 kg   | Anjelika Terliouga (UKR) | Ivet Goranova (BUL)    | Jennifer Warling (LUX)       |
| 55 kg   | Anjelika Terliouga (UKR) | Ivet Goranova (BUL)    | Tuba Yakan (TUR)             |
| 61 kg   | Reem Khamis (GER)        | Anita Serogina (UKR)   | Alessandra Mangiacapra (ITA) |
| 61 kg   | Reem Khamis (GER)        | Anita Serogina (UKR)   | Gülbahar Gözütok (TUR)       |
| 68 kg   | Iryna Zaretska (AZE)     | Elena Quirici (SUI)    | Anita Makyan (ARM)           |
| 68 kg   | Iryna Zaretska (AZE)     | Elena Quirici (SUI)    | Alizée Agier (FRA)           |
| +68 kg  | Johanna Kneer (GER)      | Clio Ferracuti (ITA)   | Kyriaki Kydonaki (GRE)       |
| +68 kg  | Johanna Kneer (GER)      | Clio Ferracuti (ITA)   | María Torres (ESP)           |
| Kata    | Paola García (ESP)       | Helvétia Taily (FRA)   | Georgina Xenou (GRE)         |
| Kata    | Paola García (ESP)       | Helvétia Taily (FRA)   | Ana Cruz (POR)               |

## Tableau des médailles
| Rang  | Nation      | Or | Argent | Bronze | Total |
| ----- | ----------- | -- | ------ | ------ | ----- |
| 1     | Ukraine     | 2  | 1      | 1      | 4     |
| 2     | Azerbaïdjan | 2  | 0      | 1      | 3     |
| 2     | Espagne     | 2  | 0      | 1      | 3     |
| 4     | Allemagne   | 2  | 0      | 0      | 2     |
| 5     | Turquie     | 1  | 1      | 4      | 6     |
| 6     | Albanie     | 1  | 0      | 0      | 1     |
| 6     | Autriche    | 1  | 0      | 0      | 1     |
| 6     | Croatie     | 1  | 0      | 0      | 1     |
| 9     | Italie      | 0  | 3      | 4      | 7     |
| 10    | Grèce       | 0  | 2      | 2      | 4     |
| 11    | France      | 0  | 1      | 1      | 2     |
| 11    | Suisse      | 0  | 1      | 1      | 2     |
| 13    | Bulgarie    | 0  | 1      | 0      | 1     |
| 13    | Pays-Bas    | 0  | 1      | 0      | 1     |
| 15    | Pologne     | 0  | 0      | 2      | 2     |
| 16    | Arménie     | 0  | 0      | 1      | 1     |
| 16    | Belgique    | 0  | 0      | 1      | 1     |
| 16    | Chypre      | 0  | 0      | 1      | 1     |
| 16    | Luxembourg  | 0  | 0      | 1      | 1     |
| 16    | Géorgie     | 0  | 0      | 1      | 1     |
| 16    | Luxembourg  | 0  | 0      | 1      | 1     |
| 16    | Portugal    | 0  | 0      | 1      | 1     |
| 16    | Roumanie    | 0  | 0      | 1      | 1     |
| Total | Total       | 12 | 11     | 24     | 47    |